# سيفيرين كيفر
سيفيرين كيفر (بالألمانية: Severin Kiefer)‏ هو متزلج فني نمساوي، ولد في 11 أكتوبر 1990 في Kuchl ‏ في النمسا.

## وصلات خارجية
- سيفيرين كيفر على موقع الاتحاد الدولي للتزلج (الإنجليزية)
- سيفيرين كيفر على موقع الاتحاد الدولي للتزلج (الإنجليزية)
- سيفيرين كيفر على موقع الاتحاد الدولي للتزلج (الإنجليزية)
- سيفيرين كيفر على موقع اللجنة الأولمبية الدولية (الإنجليزية)
- سيفيرين كيفر على موقع أوليمبيديا (الإنجليزية)